# Acacia brandegeana
Acacia brandegeana är en ärtväxtart som beskrevs av Ivan Murray Johnston. Acacia brandegeana ingår i släktet akacior, och familjen ärtväxter. Inga underarter finns listade i Catalogue of Life.